# Korsholm
För andra betydelser, se Korsholm (olika betydelser)

Korsholms vapen 1960-1975

Korsholm (uttalas [korsˈholm]; finska: Mustasaari) är en kommun i Österbotten. Korsholm har 19 536 invånare och en yta på 3 178,61 km². Centralort i Korsholm är Smedsby. Den vidsträckta skärgården gör att strandlinjen är mycket lång – ungefär 1 600 km. Skärgården är sedan år 2006 till stora delar ett världsarv tillsammans med Höga kusten i Sverige.
Korsholm är en tvåspråkig kommun med svenska som majoritetsspråk (68,7 %) och finska som minoritetsspråk (28,7 %).
Korsholm är grannkommun till staden Vasa samt kommunerna Laihela, Malax och Vörå. Finlands längsta bro, Replotbron, finns i Korsholm.

## Etymologi
Det första kända skriftliga omnämnandet av namnet Korsholm är från 1384, då i formen Crysseborgh. År 1388 skrevs det Krytzeborgh. Den tyska namnformen har tolkats som ett tecken på att det slott som namnet åsyftar anlades av Albrekt av Mecklenburg. Från och med 1393 användes den försvenskade formen Korsholm.
Korsholms finska namn, Mustasaari ("Svartholmen"), var namnet på den socken och den handelsplats där Korsholms slott anlades. I försvenskad form blev det Mustesar, Mustesår, Mussar etc. När Vasa stad grundades i socknen 1606 kallades den Mussar stad innan namnet Vasa togs i bruk 1611.
Korsholm användes som namn för häradet, fögderiet, länet, slottet och kungsgården, namnet Mustasaari för socknen. 23 april 1927 togs Korsholm i bruk som kommunens svenska namn, men på finska heter den fortfarande Mustasaari. Namnet uttalas med trycket på andra stavelsen, som det rikssvenska stadsnamnet Laholm.

## Historia
Mustasaari socken nämns första gången 1348 i ett brev om handelsfrihet utfärdat av kung Magnus Eriksson.
| ”                                                             | Wij Magnus, med Gudz Nådom Konung Sverigis, Norgis och Schonis, kongorom allom mannom at Uij thenna brefv[is] arom allom, som boo i Nerpis Sochn, Messtasaari Sochn och Pedersöre Sochn, gifvom och unnom af våre särdeles nåd, at the måge låfliga, utan huar mans genmäle och hindran, sällia och kiöpa huar androm sin emellan alla ätande vahror, såsom råg, smör och annor slijkt, som the skola till sina kost hafua... | „ |
| – Magnus Eriksson, Hausen, Medeltidsurkunder I. 544, pag. 212 | |   |

I Mustasaari socken anlades i slutet av 1300-talet Korsholms slott som en utpost för försvaret av det svenska rikets territorium mot nordost. Korsholm blev administrativt centrum för Korsholms län, som fram till 1441 omfattade landområden på ömse sidor om Kvarken och Bottenviken. I Eriks av Pommern skattebok från 1413 upptogs under rubriken Korsholm socknarna Mustasaari, Kyro och Kemi i nuvarande Finland samt Torneå, Luleå, Piteå, Skellefteå, Lövånger, Bygdeå och Umeå i nuvarande Sverige.
Den 2 oktober år 1606 grundades staden Vasa i socknens kyrkby, till en början med namnet Mussar stad, för att året 1611 döpas om efter den kungliga ätten Vasa.
Sin nuvarande storlek fick kommunen 1973 då fem mindre kommuner – Korsholm, Kvevlax, Replot, Björköby och Solf – slogs ihop till en stor under namnet Korsholm. Samtidigt blev Sundom by, som tidigare varit en del av Solf kommun, en del av Vasa stad. Kommunens vapen, med fem gyllene band som flätas ihop, symboliserar kommunsammanslagningen.

## Geografi
Norra gloppet är en fjärd i Korsholm.

### Tätorter
Vid Statistikcentralens tätortavgränsning den 31 december 2019 låg 13 tätorter helt eller delvis inom Korsholms kommuns område och tätortsgraden i kommunen var 80,7 %.
| Nr | Tätort                            | Folkmängd |
| -- | --------------------------------- | --------- |
| 1  | Vasa centraltätort                | 8 219     |
| 2  | Kvevlax                           | 1 763     |
| 3  | Sundom-Solf                       | 1 512     |
| 4  | Helsingby                         | 876       |
| 5  | Replot                            | 726       |
| 6  | Norra Vallgrund - Södra Vallgrund | 524       |
| 7  | Tölby                             | 498       |
| 8  | Petsmo                            | 461       |
| 9  | Koskö                             | 319       |
| 10 | Björköby                          | 282       |
| 11 | Veikkars                          | 215       |
| 12 | Kuni                              | 206       |
| 13 | Merikaarto                        | 26        |

### Byar och ortnamn i Korsholm
I kommundelen Replot, som tidigare var en egen kommun, finns byarna och bosättningsområdena Brändövik, Bulleråsen (hamn), Dommelskat (färjehamn), Klobbskat (fiskehamn), Svedjehamn (hamn), Norra Vallgrund, Panike (fi. Panikivi), Sommarö sund, Söderudden, Björköby, Södra Vallgrund och Vistarna. Här finns också öarna Klobbhällan, Korsören, Norrskären (med fyr), Replotlandet, Ritgrund (fyr och lotsplats), Storkallan, Vallgrundslandet, halvön Bredskär samt fjärden Revöfjärden.
I kommundelen Kvevlax, som var egen kommun fram till 1973, finns byarna och bydelarna Koskö, Kuni, Lappsund, Vassor (där riksväg 8 passerar Vassorfjärden) samt Väster- och Österhankmo. Här finns också öarna Harapois, Hylpet, Keskar, Köklot och Värlax. Östra gloppet är en fjärd i Kvevlax och Vörå.
Veikars är en av de så kallade älvbyarna i Korsholms kommun. Med älvbyarna menas de byar i Korsholms kommun som ligger längs Kyro älv: Anixor, Martois, Miekka, Staversby, Veikars och Voitby. Byn fungerar i viss mån som älvbyarnas centrum med sin lågstadieskola, sitt planområde och idrottsplanen. I Veikars finns även en sommarteater, Korsholms Teater.
I resten av kommunen finns byarna och bosättningsområdena Alskat, Anixor, Barkarmo, Björköby (på ön Björkö), Böle, Helsingby, Iskmo, Karkmo (fi. Karkkimala), Karperö, Kråklund, Majorna, Martois, Miekka, Mobacken, Munsmo, Mälsor, Norra Jungsund med bydelen Kalvholm, Petsmo, Rimal (fi. Riimala), Singsby, Smedsby, Solf, Staversby, Toby, Tölby, Vallvik, Veikars (fi. Veikkaala), Vikby, Vistan, Voitby (fi. Voitila), Västersolf och Östersolf. Här finns också öarna Gustavsborg, Lappörarna, Slåttskäret, halvön Skalören, fjärdarna Norra gloppet, Södra gloppet, sundet Valsörsgloppet, vattendraget Toby å (fi. Laihianjoki) och slätten Söderfjärden. Halvön Bodön gränsar mot Vörå. Kyro älvs (fi. Kyrönjoki) fall i Voitby är en av de större forsarna i Österbotten.

## Politik
Korsholms kommunfullmäktige har 43 platser, varav 34 innehas av Svenska folkpartiet under perioden 2021–2025. Det näst största partiet är egentligen en förening; MSK eller Mustasaaren suomenkielisten kunnallisjärjestö r.f. (översatt: De finskspråkigas kommunorganisation i Korsholm) som kom till 1960 för att säkra den finskspråkiga minoritetens intressebevakning i kommunen. Föreningen har fem platser i fullmäktige. Sannfinländarna har två platser och Socialdemokraterna och Kristdemokraterna har en plats vardera.

### Mandatfördelning i Korsholms kommun, valen 1976–2021
| 3 | 2 | 2 | 27 |  |

| 2 | 2 |  | 28 |  |  |

| 2 | 2 | 2 | 28 |  |

| 2 | 2 | 3 | 33 | 2 |  |

| 2 | 4 |  | 4 | 31 |  |

|  | 2 |  | 4 | 33 |  |  |

|  | 2 | 4 | 33 |  | 2 |

|  | 2 | 4 | 34 |  |  |

| 31 | 12 |

|  | 3 | 4 | 32 |  | 2 |

| 33 | 10 |

| 3 | 4 |  | 33 | 2 |

| 27 | 16 |

| 2 | 4 |  | 35 |  |

| 26 | 17 |

|  | 5 | 2 | 34 |  |

| 26 | 17 |

## Ekonomi och infrastruktur

### Utbildning
I det geografiskt utsträckta Korsholm finns det tolv svenskspråkiga lågstadieskolor, medan det finns två finskspråkiga lågstadier. Från och med hösten 2019 är antalet svenskspråkiga lågstadier åtta då Kvevlax lärcenter bildas av skolorna i Hankmo, Kuni-Vassor, Kvevlax, Petsmo och Veikars. I Korsholm finns det ett svenskspråkigt högstadium, Korsholms högstadium, och ett finskspråkigt högstadium, Mustasaaren keskuskoulu. Korsholm har ett gymnasium, det svenskspråkiga Korsholms gymnasium. De finskspråkiga gymnasieeleverna åker oftast in till Vasa för sin utbildning på andra stadiet.

## Befolkning

### Befolkningsutveckling
| Befolkningsutvecklingen i Korsholms kommun 1975–2020                                                         | Befolkningsutvecklingen i Korsholms kommun 1975–2020 | Befolkningsutvecklingen i Korsholms kommun 1975–2020 | Befolkningsutvecklingen i Korsholms kommun 1975–2020 | Befolkningsutvecklingen i Korsholms kommun 1975–2020 |
| --- | ---------------------------------------------------- | ---------------------------------------------------- | ---------------------------------------------------- | ---------------------------------------------------- |
| |                                                      |                                                      |                                                      |                                                      |
| År |                                                      |                                                      | Folkmängd                                            |                                                      |
| 1975 | 1975                                                 |                                                      | 12 431                                               |                                                      |
| 1980 | 1980                                                 |                                                      | 13 693                                               |                                                      |
| 1985 | 1985                                                 |                                                      | 15 179                                               |                                                      |
| 1990 | 1990                                                 |                                                      | 16 123                                               |                                                      |
| 1995 | 1995                                                 |                                                      | 16 307                                               |                                                      |
| 2000 | 2000                                                 |                                                      | 16 614                                               |                                                      |
| 2005 | 2005                                                 |                                                      | 17 369                                               |                                                      |
| 2010 | 2010                                                 |                                                      | 18 637                                               |                                                      |
| 2015 | 2015                                                 |                                                      | 19 302                                               |                                                      |
| 2020 | 2020                                                 |                                                      | 19 453                                               |                                                      |
| Anm: Uppgifterna avser förhållandena den 31 december nämnda år enligt områdesindelningen den 1 januari 2022. |                                                      |                                                      |                                                      |                                                      |

### Kyrklig organisation
De svenskspråkiga medlemmarna av den evangelisk-lutherska kyrkan i Finland är i Korsholms kommun uppdelade på fyra församlingar vilka i stort sett motsvarar de kommuner som fanns före sammanslagningen 1973: Korsholms svenska församling, Kvevlax, Replot och Solf. De bildar tillsammans Korsholms kyrkliga samfällighet. De finskspråkiga medlemmarna hör till Korsholms finska församling (Mustasaaren suomalainen seurakunta) som omfattar hela nuvarande Korsholms kommun.

## Kultur
Korsholms vuxeninstitut verkar inom den fria bildningen och erbjuder utbildning i form av föreläsningar och kurser.
Musikfestspelen Korsholm är en årlig finländsk kammarmusikfestival i Vasa och Korsholm.
Musikinstitutet i Korsholm ger undervisning i musik och dans. Dessutom finns ett flertal fria musikskolor i kommunen.
Revyer ordnas vintertid och sommartid spelas sommarteater på olika platser i kommunen, bland annat i Replot.
Solf hade under många år Junsele i Västernorrland som musikalisk vänort, då musikledarna Bjarne Berg (Solf) och Erik Nordien (Junsele) arbetade för ett ökat kulturutbyte.
Skådespelerskan Stina Ekblad kommer från Solf i Korsholms kommun.

### Idrott
Korsholm har ett ishockeylag som heter KoMu HT och ett fotbollslag som heter FC Korsholm. I Korsholm finns även andra fotbollslag, bl.a. FC KoMu, Vasa IFK, FC Kuffen, IF Hoppet och I-JBK.

## Externa länkar

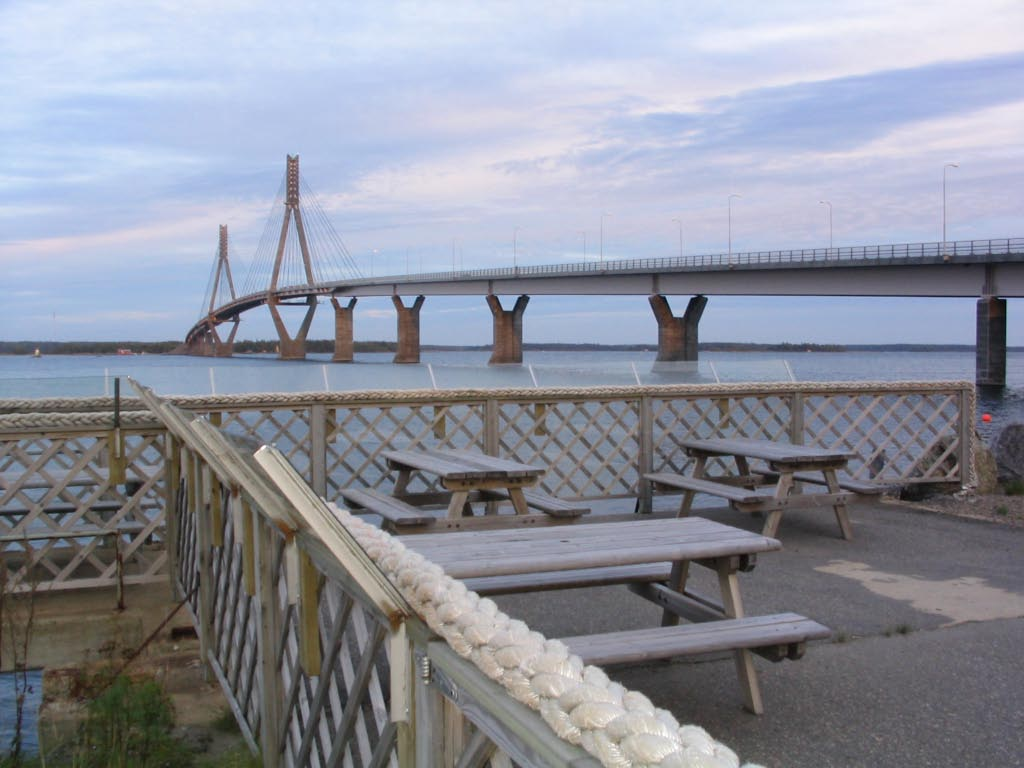
Replotbron ligger i Korsholm och är Finlands längsta bro
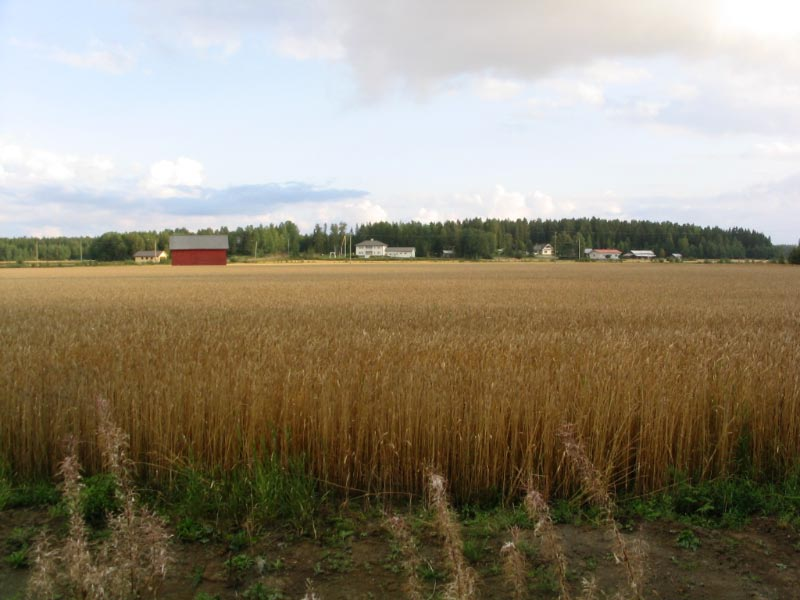
Helsingby är en typisk lantbruksby i Korsholm
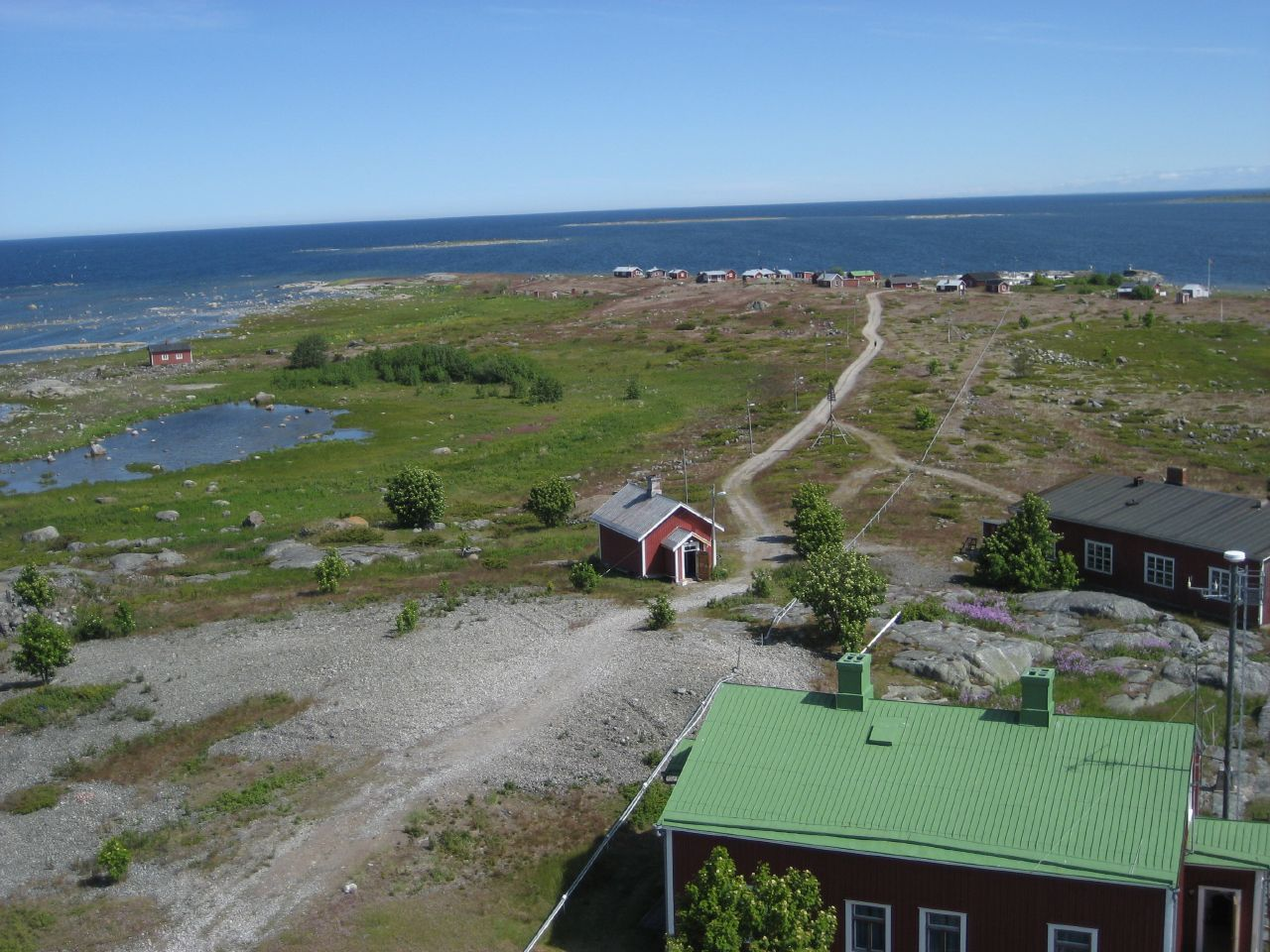
Vy från Norrskärs fyr
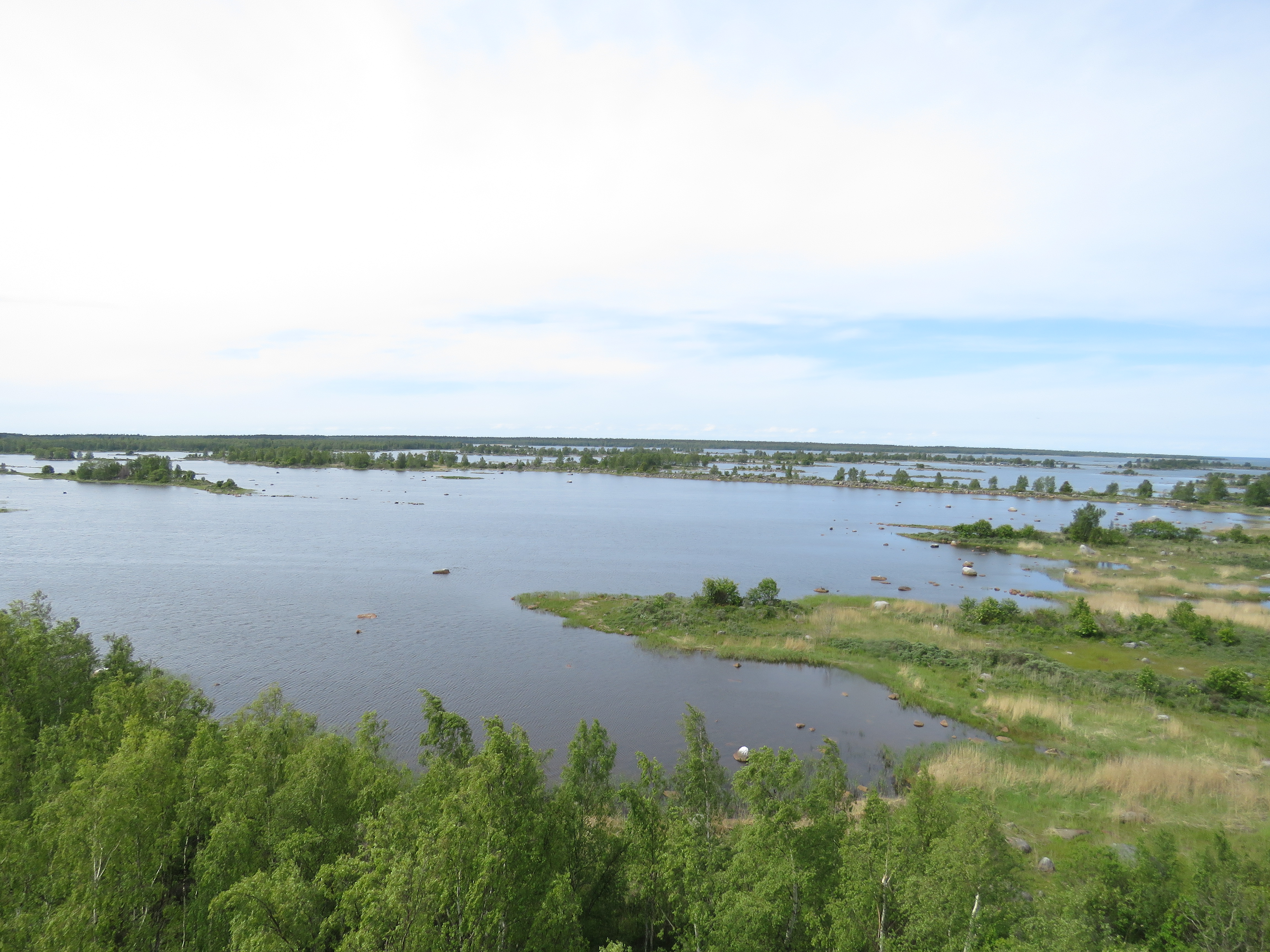
Långsträckta moränformationer vid Björköby